# Toeufles
Toeufles är en kommun i departementet Somme i regionen Hauts-de-France i norra Frankrike. Kommunen ligger i kantonen Moyenneville som tillhör arrondissementet Abbeville. År 2022 hade Toeufles 304 invånare.

## Befolkningsutveckling
Antalet invånare i kommunen Toeufles
| Referens: INSEE |